# Robert Wettstein
Robert Wettstein (Hedingen, 11 juli 1863 - Zürich, 30 april 1917) was een Zwitsers kunstschilder uit de 19e eeuw.

## Biografie
Robert Wettstein volgde aanvankelijk een artistieke opleiding aan de academie van Zürich. Nadien was hij ook een tijdje actief bij de École des Beaux-Arts in de Franse hoofdstad Parijs. Na zijn periode in Frankrijk vestigde hij zich echter definitief in Zürich, waar hij in 1917 zou overlijden op 53-jarige leeftijd.
Als kunstschilder maakte Wettstein vooral portretten en genretaferelen en maakte hij vooral gebruik van olieverf.
- SIKART: 4024427